# 新井将敬
新井 将敬（あらい しょうけい、1948年〈昭和23年〉1月12日 - 1998年〈平成10年〉2月19日）は、日本の政治家、大蔵官僚。大阪府出身。朝鮮系日本人で民族名は朴 景在（パク・キョンジェ、박경재、ぼく けいざい）。

## 来歴・人物

### 生い立ち
大阪府大阪市生まれ。大阪市立菅南中学校を経て大阪府立北野高等学校を卒業。16歳のとき、朝鮮籍から日本に帰化。
高校時代の担任教員の一人は、森恒夫（新井とは入れ違いに卒業）のクラスを受け持ったこともあり、新井の死去から間もない頃に北野高校OB会のインタビューで「自分自身への期待感が強く、向上心が人一倍強い」という点がこの2人に共通していたと述べている。
東京大学理科一類に入学。在学中は三島由紀夫やカール・マルクスに傾倒していた。衆議院議員になってからも学生運動に関するインタビューなどを受けている。
東京大学経済学部経済学科卒業後、新日本製鐵（現：日本製鉄）に入社。兵庫県の広畑製鉄所に配属されていた。その後、1973年大蔵省に入省。主計局総務課に配属。同期は金田勝年（元法務大臣、外務副大臣）、佐藤隆文（元日本取引所自主規制法人理事長、金融庁長官）、牧野治郎（元国税庁長官）、井戸清人（元日本銀行理事）、加藤秀樹（元内閣府行政刷新会議事務局長）、花角和男（元税務大学校長）、森信茂樹（元財務省財務総合政策研究所長）、柏木茂雄（元財務省財務総合政策研究所次長）などで、東大紛争による東大入試中止の年次にあたる（同期で東大卒は新井と牧野（経済）、竹内洋（法）の3人）。
キャリア官僚としての経歴は、大蔵大臣官房企画課（1974年）、大阪国税局調査部（1975年）と大蔵省内で動いた後、1976年7月に厚生省児童家庭局企画課に出向する。同年10月、厚生省医務局総務課に移り、在職中の同年12月に発足した福田赳夫内閣で厚生大臣に就任した渡辺美智雄に対して医師税制のレクチャーをしたのをきっかけに、渡辺の知遇を得た。1978年7月に29歳で仙台国税局酒田税務署長となる。1979年7月、銀行局総務課長補佐（企画）に就任する。大蔵省時代に新井は橋口収（当時主計局長）を仲人として結婚しているが、結婚式の際に長男がいることを明らかにしたという。
銀行局総務課長補佐は、銀行幹部クラスの接待を受ける重職だったにもかかわらず、わずか1年で日本輸出入銀行総務部調査役に出向となる。その直後、渡辺美智雄が鈴木善幸内閣で大蔵大臣に就任すると、新井は渡辺から政務秘書官に抜擢された。秘書官時代の活動の代表的なものが、証券界が渇望していた小口預金的商品「中期国債ファンド」の導入である。銀行筋からの強い抵抗を押し切り、これに成功した。このときの証券業界の幹事が日興証券（現：SMBC日興証券）であり、これを契機に両者の深い関係が始まり、後述の事件（新井将敬事件）へとつながる。

### 政治家として
1983年の第37回衆議院議員総選挙に自由民主党・中曽根派新人候補として旧東京2区から初出馬するも落選。この選挙で、対立候補であった石原慎太郎陣営から新井の出自を「元北朝鮮人」とする流言（朝鮮籍＝北朝鮮人を意味しないため、明らかな虚偽）を新井の選挙ポスターに貼り付ける黒シール事件が起こり、石原を告訴している（後に告訴取り下げ）。石原は当初「秘書が勝手にやった」と発言していたが、民族的出自を誹謗したことに関しては「選挙民は立候補した人のパーソナルヒストリーを知る権利がある」とした。新井はこの事件をきっかけに右翼活動家野村秋介と知り合い、終生付き合うこととなる。
1986年の第38回衆議院議員総選挙で初当選し、以後連続4回当選する。このとき、新井が大蔵省に入省したときの事務次官で後援会の初代会長も務めた鳩山威一郎の長男鳩山由紀夫は、新井の選挙区内（東京都大田区）の住民であるにもかかわらず、北海道4区から出馬して当選、新井と同期になった（当選同期に斉藤斗志二・三原朝彦・村井仁・逢沢一郎・金子一義・武村正義・杉浦正健・園田博之・中山成彬・谷津義男・笹川堯・武部勤・井出正一・村上誠一郎など）。
1992年に東京佐川急便事件が発覚すると、疑惑が取りざたされた金丸信・自民党副総裁を激しく批判し、金丸と竹下登に対して議員辞職を要求する。政治改革・小選挙区制導入の是非が政局の焦点になると、改革派の若手論客としてテレビに出演し、脚光を浴びるようになる。赤城徳彦らも当時、新井と行動をともにした。新井の言説は歯切れがよく、金丸が率いていた竹下派の議員だけでなく、小選挙区制導入反対の急先鋒だった小泉純一郎や石原慎太郎をも「守旧派」と断じ批判した。1993年の自民党の分裂では自民党に残るが、細川護煕の後継をめぐる渡辺美智雄擁立劇では先行離党し、柿沢弘治、太田誠一、佐藤静雄、山本拓、高市早苗、米田建三らと自由党を結成する。その後、院内会派・自由改革連合を結成。
1994年12月、新進党結党に参加し、新進党東京都連では幹事長を務めたが、小沢一郎の党運営への反発から1996年6月に離党する。その後、初の小選挙区制で行われた第41回衆議院議員総選挙にも無所属で出馬し、自民党公認を得ていた中選挙区時代からの対立候補・大内啓伍を破って再選。選挙後、同じく新進党を離党し無所属で再選した船田元、石破茂（新井と同じく1986年衆院選当選同期）らと新会派「21世紀」を経て自民党に復党した。復党後は、かつて所属していた渡辺派ではなく三塚派に所属した。三塚派入りは、当時の同派幹部だった亀井静香の働きかけによるものである。

### 新井将敬事件
その後、一連の証券スキャンダルでの借名口座による株取引が問題化。更に日興証券（現：SMBC日興証券）に利益要求していたという疑惑も浮かび上がる（日興証券利益供与事件）。
保坂展人（当時衆議院議員）の公式ブログによれば、新井は自身の逮捕許諾請求をめぐる議院運営委員会において、当時の法務大臣下稲葉耕吉に抗議したとされている。
1998年2月19日、衆議院議院運営委員会で逮捕許諾請求が可決されて本会議で逮捕許諾決議が採決される直前に、新井は「最後の言葉だけは聞いてください。私は潔白です」と発言した。

### 死去
翌日の1998年2月20日、東京都港区のホテルパシフィック東京23128号室で、新井は首吊り死体となって発見された。部屋にはウイスキーの空き瓶が多数落ちていたという。新聞報道や警察は自殺と判断したが、自殺の動機を疑う説や他殺を疑う説など諸説あり、真相はいまだ明らかになっていない。また、妻宛てと亀井静香宛ての遺書が残されていたとの説もある。なお、新井の死亡により逮捕許諾請求は取り下げられた。
同年3月10日の衆議院本会議で、与謝野馨により追悼演説が行われた。
新井の死後、妻は当初「夫の潔白を証明するために出馬を決心した」と、東京都第4区の補欠選挙に意欲を見せていたが、結局は出馬しなかった。

## 著書・関連文献

### 自著
- 『神話への挑戦 : 団塊の世代は黙って死なない』〈Century press〉、情報センター出版局、1983年11月18日。
- 『「平成の乱」を起こせ : 信頼回復の原点はこれだ』祥伝社、1993年4月15日。ISBN 978-439661046-3。
- 『エロチックな政治 : 生きるため死ぬための言葉』マガジンハウス、1994年6月23日。ISBN 978-483870501-6。

### 新井を取り上げた書物
- 安部譲二『日本怪死人列伝』産経新聞ニュースサービス、2002年4月1日、ISBN 978-459403487-0
  - 扶桑社文庫、2004年
- 新井真理子『最後の恋文 天国のあなたへ—「新井将敬の妻」は私の天職だった』情報センター出版局、2005年10月、ISBN 978-479584432-2
- 新井真理子「新井将敬 未亡人が見た「自決の瞬間」 『私は真犯人を知っている 未解決事件30』『文藝春秋』編集部 （編）、文藝春秋、2011年3月、ISBN 978-416780127-4
- 猪狩俊郎「新井将敬代議士を自殺に追い込んだ検察の捜査手法とは..」『激突! 検察、暴力団、弁護士会 - タブーの権力と対峙した弁護士の事件簿』光文社、2010年9月17日、ISBN 978-433497626-2
- 大川豊『誰が新井将敬を殺したか』太田出版、1998年7月、ISBN 978-487233410-4
- 尾島正洋「第7章 山一証券の崩壊と新井将敬の自殺」『総会屋とバブル』文藝春秋〈文春新書〉、2019年11月20日、ISBN 978-416661241-3
- 東京大学法学部附属近代日本法政史料センター原資料部（編）『新井将敬関係文書目録』2003年2月
- 西部邁「新井将敬を検察に売った日興証券と自民党」『西部邁の論争ふたたび - 対米属国からぬけでる方法』日刊工業新聞社〈B&Tブックス〉、1999年11月、215-217頁、ISBN 978-452604470-0
- 河信基『代議士の自決 - 新井将敬の真実』三一書房、1999年12月、ISBN 978-438099233-9
- 河信基『日本改革の今昔 - 首相を目指した在日 新井将敬』彩流社、2017年6月20日、ISBN 978-477912339-9

## 新井将敬の秘書
- 小熊慎司 - 立憲民主党 衆議院議員
- 大塚徹 - 帯広市議会議員
- 安田権寧 - ビックカメラ執行役員
- 伊藤昌宏 - 品川区議会議員
- 荒木秀樹 - 前大田区議会議員
- 上原克仁 - 静岡県立大学経営情報学部准教授